# Čezsoča
Čezsoča je naselje v Občini Bovec.

## Izvor krajevnega imena
Ime kraja je izpeljano iz predložne zveze  čez Sočo, ker kraj gledano iz Bovca, leži onkraj Soče. V starih listinah se kraj omenja leta 1306 in 1338 kot ultra Isontium in Villa de Vltra Lisoncij (1377).